# Берёзовая (приток Колекъёгана)
Берёзовая — река в России, протекает по Нижневартовскому району Ханты-Мансийского АО. Устье реки находится в 168 км по правому берегу реки Колекъёган. Длина реки составляет 18 км.

## Данные водного реестра
По данным государственного водного реестра России, относится к Верхнеобскому бассейновому округу, водохозяйственный участок реки — Вах, речной подбассейн реки — бассейн притоков Верхней Оби от Васюгана до Ваха. Речной бассейн реки — Верхняя Обь до впадения Иртыша.
Код объекта в государственном водном реестре — 13011000112115200040425.